# Jack Regalado
Jack Regalado (1962) is een Amerikaanse botanicus.
In 1983 behaalde hij zijn B.Sc. aan de University of the Philippines in Los Baños. In 1988 behaalde hij zijn M.Sc. aan de Michigan State University. In 1992 behaalde hij een Ph.D. aan de University of California, Berkeley met het proefschrift Taxonomy, phylogeny and historical biogeography of Philippine medinilla (Melastomataceae). Hij was verbonden aan de afdeling botanie van het Field Museum of Natural History in Chicago.
Sinds 2001 werkt Regalado bij de Missouri Botanical Garden, waar hij assistent-conservator is. Hij is er de coördinator van het Vietnam Botanical Conservation Program, dat is gericht op de bescherming van planten in Vietnam. Hiervoor heeft hij een kantoor in Hanoi. Hij verricht veldwerk en verzorgt onderwijs in de botanie in Vietnam.
Regalado is gespecialiseerd in de flora van Zuidoost-Azië (vooral Vietnam), de systematiek van leden van de plantenfamilie Melastomataceae (vooral Medinilla) uit de Oude Wereld, taxonomische databases en geografische informatiesystemen. Hij heeft veldwerk verricht op de Filipijnen, Fiji, de Salomonseilanden en in de Verenigde Staten en Papoea-Nieuw-Guinea.
Regalado heeft publicaties op zijn naam in wetenschappelijke tijdschriften als Blumea, Edinburgh Journal of Botany en Novon. Samen met zoöloog Lawrence R Heaney is hij de auteur van het boek Vanishing Treasures of the Philippine Rainforest, dat in 1998 bij de University of Chicago Press verscheen.